# Nya Guinea
Nya Guinea är en ö belägen norr om Australien. Den är med en area på 785 000 km² världens andra största ö efter Grönland. Öns västra del tillhör Indonesien och öns östra del utgör stora delar av Papua Nya Guinea. Liksom Australien har Nya Guinea många djurarter som knappast finns i andra delar av världen, såsom kasuarer. Namnet Nya Guinea kommer från en spansk upptäcktsresande som tyckte att urbefolkningen liknande befolkningen i Guinea i Afrika.

## Historia

### Förhistoria
Nya Guinea började befolkas från Sydostasien för omkring 50 000 år sedan. Havsnivån låg vid den tiden betydlig lägre än idag, och de flesta boplatser ligger idag antagligen på havets botten. Nya Guinea har ändå inte haft landförbindelse med Asien på miljontals år, så båtar måste ha använts. Öns högland har bebotts åtminstone sedan 30 000 f.Kr. en tidig boplats har påträffats vid Kosipe, skaftade yxor som påträffats på Huonhalvön har antagit vara omkring 40 000 år gamla. För omkring 20 000 år sedan inleddes en handel med obsidian till andra intilliggande ögrupper i Oceanien. Slipade yxor från omkring 8 000 f.Kr. tyder på att man då börjat med skogsröjning, och ungefär samt tidigt infördes tamsvin från Asien. Senare börjar man även odla sötpotatis. Vattenreglering och odling förekom omkring 7 000 f.Kr., och kan möjligen ha utvecklats oberoende av andra kulturer. En tidig jordbrukarbosättning är Kuk.

### Historia
Nya Guinea var känt av asiatiska sjöfarare då portugisiska sjöfarare första gången registrerade ön. Jorge de Menezes anses som dess europeiske upptäckare då han 1527 landsteg på ön. Luis Váez de Torres kartlade 1606 sundet mellan Nya Guinea och Australien och under början av 1600-talet kartlade Abel Tasman och andra holländare delar av kusterna.
År 1828 annekterades Nya Guinea av Nederländerna väster om 141 östlig längdgrad. Nordöstra Nya Guinea ockuperades av Tyskland 1884 och gavs namnet Kaiser Wilhelms land. Samtidigt annekterade Storbritannien de sydöstra delarna för att hindra att det området vid ett krig skulle kunna användas som bas för ett angrepp på Australien.
Den brittiska delen kom från 1906 att förvaltas tillsammans med Australien under namnet Papua. År 1914 besattes Kaiser Wilhelms land av australiska trupper, och 1921 uppdrog Nationernas Förbund åt Australiska statsförbundet att styra området som mandat. År 1975 blev detta område självständigt under namnet Papua Nya Guinea.
Sedan Indonesien 1949 blivit självständigt kom landet att göra anspråk på den Nederländska halvan av ön och 1962 överlämnades området till FN för att undvika en Indonesisk invasion. År 1963 blev västra Nya Guinea en Indonesisk provins.

## Politisk indelning
Nya Guinea delas politiskt i nästan lika stora halvor 

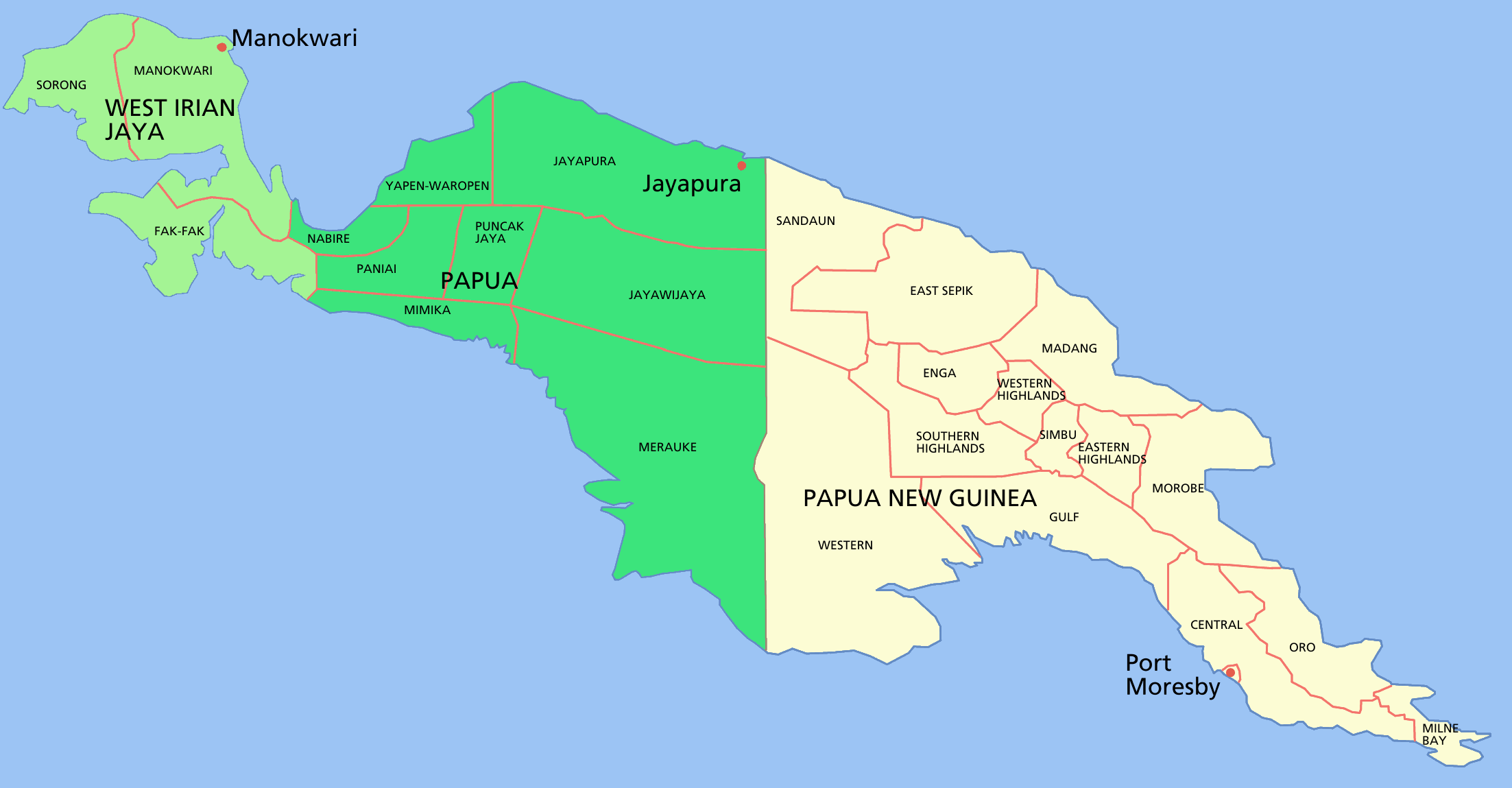
Karta över Nya Guinea

- Den västra delen av ön, Papua Bagian Barat på indonesiska, eller Västpapua, är en före detta nederländsk koloni och är idag en del av Indonesien. Den delas in i provinserna:
  - Papua Barat med huvudstaden Manokwari.
  - Papua med huvudstaden Jayapura. Det har föreslagits att den här provinsen ska delas i två.
- Den östra delen utgör Papua Nya Guineas fastland. Papua Nya Guinea har varit en självständig stat sedan 1975. Innan dess var det ett territorium under Australiens överhöghet.

## Befolkning
Öns befolkning uppgår till cirka 7 100 000 människor. Man tror att det har funnits mänskliga boningar i 40 000 år, de första människorna kan ha kommit för 60 000 år sedan. I dag bor ett tusental olika folkgrupper på ön. Det talas totalt 1 071 olika språk på ön vilket gör den till det språkrikaste området i världen.

## Fauna
Med 786 000 km² tropiskt land, mindre än 0,5% av jordens yta, finns ändå 5-10 % av alla jordens arter på ön. Det är samma procentsats som för USA och Australien. En stor andel av arterna är endemiska, dvs de finns bara här, och tusentals är fortfarande okända för västvärldens forskare. Det finns långt över 200 000 insektsarter, mellan 11 000 och 20 000 växter, över 650 fågelarter (de flesta arter av paradisfåglar, papegojfåglar och kasuarer), över 400 groddjur, 455 fjärilar, pungdjur. Tre av fyra ordningar av reptiler finns på Nya guinea, med ungefär 300 arter ormar och ödlor, 13 arter av sköldpaddor och två arter av krokodiler.
Det finns 284 däggdjursarter i sex ordningar, 195 (69 %) av dessa är endemiska. Nya Guinea har 578 häckande fågelarter, 324 av dessa är endemiska. Man har hittills upptäckt 282 grodarter, den siffran kan komma att tredubblas när alla arter dokumenterats. Även i havet finns många djurarter, bland annat 1 200 fiskarter och 600 arter av koralldjur (75 % av jordens kända arter).